# 워킹맘 (드라마)
《워킹맘》은 2008년 7월 30일부터 2008년 9월 18일까지 방송되었던 SBS 수목 드라마로 친정 엄마가 있으면 좋다는 배경을 사로잡는 가정의 실화를 담는 드라마이며 제작사는 제이에스픽쳐스, 레인보우픽쳐스가 공동으로 제작하였다.

## 등장 인물

### 주요 인물
- 염정아 : 최가영 역
- 봉태규 : 박재성 역
- 윤주상 : 최종만 역
- 김자옥 : 김복실 역
- 차예련 : 고은지 역

### 가영 시댁
- 김지영 : 안흥분 역
- 김가연 : 박인혜 역
- 이성민 : 강철민 역
- 권율 : 박인성 역

### 복실 집
- 임대호 : 고주몽 역
- 홍충민 : 정현주 역

### 유나(가영 회사)
- 류태준 : 한정원 역
- 하재영 : 장경태 역

### 아역
- 노정웅 : 박지호 역
- 정태원 : 박지민 역
- 정효은 : 강수빈 역
- 이은수 : 강원재 역

### 그 외
- 이태검
- 하민희
- 지유
- 조민서
- 김대령
- 김서혁

## 시청률
시청률은 18.2%까지 나갔으나 베이징 올림픽 중계방송의 영향으로 결방되거나 늦게 방영하여 시청률이 한 때 하락한 적이 있다.

## 수상내역
- 2008년 SBS 연기대상 프로듀서상 봉태규